# پیتناک
پیتناک (به ازبکی: Pitnak) یک منطقهٔ مسکونی در ازبکستان است که در شهرستان هزاراسپ واقع شده‌است. پیتناک ۴۰٬۲۲۵ نفر جمعیت دارد.